# Sophie Dupuis
Sophie Dupuis (* 1986 in Val-d’Or) ist eine kanadische Drehbuchautorin und Filmregisseurin.

## Leben
Sophie Dupuis wurde 1986 im kanadischen Val-d’Or geboren. Sie studierte an der Concordia University und der Université du Québec à Montréal.
Ihr Spielfilmdebüt, das Filmdrama Chien de garde mit Théodore Pellerin und Jean-Simon Leduc in den Hauptrollen, kam im März 2018 in die kanadischen Kinos. Chien de garde wurde von Kanada als Beitrag für die Oscarverleihung 2019 als bester Internationaler Film eingereicht. In ihrem zweiten Spielfilm Souterrain, der im Juni 2021 in die kanadischen Kinos kam, spielt Joakim Robillard einen Bergmann, der nach einer Explosion in einer Mine versucht, seine Kollegen zu retten.
Ihr dritter Spielfilm Solo, abermals mit Théodore Pellerin in einer Hauptrolle und dem Franzosen Félix Maritaud in einer weiteren Hauptrolle, feierte im September 2023 beim Toronto International Film Festival seine Premiere.

## Filmografie
- 2000: J’viendrai te chercher (Kurzfilm)
- 2009: Si tu savais Rosalie (Kurzfilm)
- 2010: Félix et Malou (Kurzfilm)
- 2010: Et puis on s’habitue (Kurzfilm)
- 2012: Faillir (Kurzfilm)
- 2014: L’hiver et la violence (Kurzfilm)
- 2015: Forces tranquilles (Dokumentarfilm)
- 2018: Chien de garde
- 2020: Souterrain
- 2023: Solo

## Auszeichnungen
Canadian Screen Award
- 2021: Nominierung für das Beste Drehbuch (Souterrain)
- 2021: Nominierung für die Beste Regie (Souterrain)[4]

Chicago International Film Festival
- 2023: Nominierung für den Gold Q-Hugo (Solo)[5]

Palm Springs International Film Festival
- 2024: Aufnahme in die „10 Directors to Watch“ (Solo)[6]